# Carles Quilmetes
Carles Quilmetes (Vic, 1775 - Girona, 1834) fou un violinista i contrabaixista virtuós, i també compositor. Va rebre la seva formació com a compositor a Barcelona, i va estar treballant més de quaranta anys al servei de la Catedral de Girona, sent el primer laic permanent en aquest càrrec.
La família Quilmetes va ser una saga de grans violinistes, entre ells el seu fill, el prevere Josep Quilmetes, violinista beneficiat de la capella de música durant molts anys, i el seu net, Carles Sipiera Quilmetes, violinista també de la capella el 1826. Carles Quilmetes fou contractat com a violinista, tot i que també tocava el contrabaix en les funcions musicals. La situació de normalitat s'estroncà el 1809 amb el setge i la defensa de la ciutat de Girona, i les funcions musicals van passar a segon terme. Els músics laics eren els que més pateixen aquesta situació, ja que el capítol no els podia seguir pagant el sou. El 1811, després de la invasió francesa, demanà la readmissió a la capella, però davant la impossibilitat de pagar-li un sou, el capítol va acordar donar-li almoina. El desembre d'aquell any fou readmès, cobrant la quantitat minsa de vint lliures anuals. El 1826 el capítol li va concedir la jubilació i va accedir a que el seu net Carles Sipiera Quilmetes el substituís, tot i que no li va donar plaça per ser massa jove.
Són molt poques les obres d'aquest autor que ens han arribat fins a nosaltres, però entre elles destaca una interessant simfonia en 3 moviments, la Simfonia núm. 1. El seu manuscrit original es conserva a la Biblioteca de Catalunya, després que Carreras Dagas, mestre de capella entre 1851 i 1860, la vengués prop del 1900 a la Diputació de Barcelona, juntament amb altres obres de l'arxiu de la catedral.